# Glypta infumata
Glypta infumata là một loài tò vò trong họ Ichneumonidae.